# Щеглов, Лев Сергеевич
Щеглов Лев Сергеевич (1932—1996) — известный советский поэт, автор нескольких поэтических сборников и сборников переводов национальных поэтов. Член Союза советских писателей с 1974 года. Принят в союз по рекомендации известного поэта Евгения Евтушенко. Публиковался на страницах центральных газет, в том числе в «Литературной газете» — самой интеллектуальной многотиражке того времени. На стихи Л.Щеглова написано несколько песен, в том числе популярная песня «У хороших людей зажигаются яркие ёлки».
1932 — Родился в г. Ярославле 09.02.1932 в семье художника.
1938 — Пятого января 1938 году был арестован отец Сергей Владимирович Щеглов (1903—1938) выпускник ВХУТЕМАС, и в том же году 3-го октября расстрелян, о чем семье не сообщили. Лев Сергеевич узнал об этом спустя 20 лет, думая, что отец сидит в лагерях.
1941-1943 - в составе МПВО в Ярославле и Рыбинске помогал отражать налеты немецкой бомбардировочной авиации.
1944 — пионервожатый шк.57 Ярославль.
1950-1953 — незаконченная учеба в 4-м военно-автомобильном училище г. Калинковичи (Беларусь), а затем служба в советской армии.
04.10.1953 - первое опубликованное стихотворение «Встреч впереди много!» газета «Сталинская смена», Ярославль.
1953 — инструктор Упр.культуры, Ярославль.
1954 — контролер ОТК, Ярославль.
1956 — Поступил в Литературный институт им. Горького, Москва (одновременно с Беллой Ахмадулиной). Учился поэзии на семинарах Захарченко В. Д.
1957 — Первый сборник стихов «ЗАПЕВ» (вместе с 6-ю другими молодыми авторами Ярославля) — Яросл.обл.изд-во, 1957.
1956-1960 — студент Литературного института им. Горького, г,Москва .
с 1959 — сценарист киностудии г. Алма-ата.
1960-1963, тяжелое заболевание, инвалид труда 1 группы. Институт не закончил из-за тяжелой болезни. Речь шла об ампутации ноги. С тех пор ходил с тростью.
С 1969 — на творческой работе, Ярославль, Москва, Алма-Ата.
Публиковал стихи в газетах «Правда», «Известия», «Комсомольская правда», «Учительская газета», радио «Маяк» и многих других.
1974 — Член союза писателей СССР. Рекомендации к вступлению в Союз писателей от: Евгений Евтушенко, Вадим Кожинов, В.Казанцев, Борис Слуцкий , Винокуров, Дм. Голубков, К.Ковальджи.
В 1996 году Награжден медалью «За доблестный труд в Великой Отечественной Войне 1941—1945»
1996 — умер 3-го января. Похоронен на Хованском кладбище, участок 3, рядом с могилой Е.Солодниковой
Список книг
• «Гунда», поэма, в сборнике «Антология абхазской поэзии», перевод с абхазского, ГосЛитИздат ,1958
• «Город в горах», перевод с азерб., 1972.
• «Анает», перевод с казахского, 1959
• «Мужская школа», сборник стихов. М., 1966;
• «Гостеприимство», сборник стихов,. М., 1973
• «Песня души народной» совместно с Н.Татур, Куйбышев изд-во,1974
• аудио-журнал Кругозор № 11 (1970), репортаж"Бабушки-курапушки".
• «Осень в Алма-Ате», сборник стихов, Алма-Ата, 1976;
• «Стихи про слона», детские стихи, Алма-Ата, 1973.
• «Дар Валдая», сборник стихов, Москва, 1978;
• «Разнолетье», Алма-Ата, 1983;
• «Ход мысли», сборник стихов, М., «Сов. писатель», 1990.
• сборник «Не предать забвению», Ярославль, 1993, рассказ «Овсяное поле»
• «Надежда и судьба: стихи разных времен», посмертное издание, Московская гор.орг. Союза писателей России, 2002.
• «Стихи из чемодана», 2-х томник стихов, Алма-Ата, 2013;
• сборник стихов , прозы и воспоминаний о поэте : «Ярославский поэт Лев Сергеевич Щеглов (1932–1996)», Москва, изд-во Вест-Консалтинг,  2025
Большинство из книг находятся Российской Государственной Библиотеке.
Неопубликованные произведения (находятся в архиве РГАЛИ):
• «Гроссфатер» — киносценарий
• «Именем любви» — киносценарий
• «Он мог бы быть моим внуком» — киносценарий
• «Ярославль, шина и кое-что еще», роман
• «Насыпь», повесть и сборник рассказов